# Episodi di F.B.I. (ottava stagione)
L'ottava stagione della serie televisiva F.B.I. è andata in onda negli Stati Uniti dal 17 settembre 1972 al 1º aprile 1973 sulla ABC.
| nº | Titolo originale         | Titolo italiano              | Prima TV USA      | Prima TV Italia |
| -- | ------------------------ | ---------------------------- | ----------------- | --------------- |
| 1  | The Runner               | Il corridore                 | 17 settembre 1972 |                 |
| 2  | The Edge of Desperation  | Sull'orlo del baratro        | 24 settembre 1972 |                 |
| 3  | The Fatal Showdown       | Conclusione fatale           | 1º ottobre 1972   |                 |
| 4  | The Franklin Papers      | Le lettere di Franklin       | 8 ottobre 1972    |                 |
| 5  | The Gopher               | Il cialtrone                 | 15 ottobre 1972   |                 |
| 6  | End of a Nightmare       | Fine di un incubo            | 22 ottobre 1972   |                 |
| 7  | The Engineer             | L'ingegnere                  | 29 ottobre 1972   |                 |
| 8  | A Game of Chess          | Una partita a scacchi        | 5 novembre 1972   |                 |
| 9  | The Wizard               | Il mago                      | 12 novembre 1972  |                 |
| 10 | The Loner                | Il solitario                 | 19 novembre 1972  |                 |
| 11 | Canyon of No Return      | Il canyon senza ritorno      | 26 novembre 1972  |                 |
| 12 | Holiday With Terror      | Vacanza sul Pacifico         | 3 dicembre 1972   |                 |
| 13 | The Jug Marker           | L'informatore                | 10 dicembre 1972  |                 |
| 14 | The Outcast              | Il carico d'armi             | 17 dicembre 1972  |                 |
| 15 | Dark Christmas           | Un natale di paura           | 24 dicembre 1972  |                 |
| 16 | The Rap Taker            | Il falso colpevole           | 7 gennaio 1973    |                 |
| 17 | A Gathering Of Sharks    | Il tempo degli sciacalli     | 14 gennaio 1973   |                 |
| 18 | The Disinherited         | I diseredati                 | 21 gennaio 1973   |                 |
| 19 | Desperate Journey        | Viaggio disperato            | 28 gennaio 1973   |                 |
| 20 | The Double Play          | Doppio gioco                 | 4 febbraio 1973   |                 |
| 21 | The Wedding Gift         | Il regalo di nozze           | 11 febbraio 1973  |                 |
| 22 | The Detonator            | La morte addosso             | 25 febbraio 1973  |                 |
| 23 | Sweet Evil               | L'angelico volto del demonio | 4 marzo 1973      |                 |
| 24 | Memory of a Legend       | Un mito che crolla           | 11 marzo 1973     |                 |
| 25 | Night of the Long Knives | La notte dei lunghi coltelli | 25 marzo 1973     |                 |
| 26 | The Loper Gambit         | La partita di Loper          | 1º aprile 1973    |                 |

## Il corridore
- Titolo originale: The Runner
- Diretto da: Lawrence Dobkin
- Scritto da: Jack Turley

### Trama
- Guest star: Jim Davis (Ellis Bengston), Belinda Montgomery (Margo Bengston), Arch Whiting (S.A. Glenn White), Lou Frizzell (Coach Everett), Del Monroe, John Yates, David Soul (Clifford Wade), Robert Urich (Davie Stroud)

## Sull'orlo del baratro
- Titolo originale: The Edge of Desperation
- Diretto da: Arnold Laven

### Trama
- Guest star: Karen Carlson (Dana Evans), Michael Tolan (Alan Graves), Jacqueline Scott (Joan Graves), Kent Smith (Elwood Hayes), Anthony Costello (Lee Payne)

## Conclusione fatale
- Titolo originale: The Fatal Showdown
- Diretto da: Virgil Vogel

### Trama
- Guest star: Wayne Maunder (Earl Gainey), Marlyn Mason (Darcie Hill), Alex Gerry (Aloysius Hale), Karl Held (Johnny Canute), Joseph Campanella (Ken Meade), Edward Mulhare (Otto Strasser), Kurt Kasznar

## Le lettere di Franklin
- Titolo originale: The Franklin Papers
- Diretto da: Virgil Vogel

### Trama
- Guest star: Dina Merrill (Christine Minton), Richard Anderson (Dan Wheaton), Jennifer Salt (Diane), Daniel J. Travanti (Harry Cando), Charles Macaulay (Lang)

## Il cialtrone
- Titolo originale: The Gopher
- Diretto da: Virgil Vogel
- Scritto da: Calvin Clements, Jr.

### Trama
- Guest star: Nora Marlowe, Mark Dana, Paul Sorenson, Charles Picerni, Jennifer Rhodes, Morgan Farley, David Opatoshu (Edgar Robson), Peter Mark Richman (John Sutton), Arlene Golonka (Gail Thompson), Jonathan Lippe (Victor Banniger), Reni Santoni (Harry Scheller)

## Fine di un incubo
- Titolo originale: End of a Nightmare
- Diretto da: Earl Bellamy

### Trama
- Guest star: Darleen Carr (Mary Jane Owens), Dean Stockwell (Darryl Ryder), Dianne Hull (Amy Kress), Regis Toomey (Calvin Betts), John Fink (Keith Owens)

## L'ingegnere
- Titolo originale: The Engineer
- Diretto da: Philip Abbott

### Trama
- Guest star: Ed Nelson (Walter Swenson), Andrew Parks (Brian), Michael Strong (Miles Currier), Patricia Smith (Molly Swenson), Roy Engel (Sam Whitman), Robert Yuro (Vernon Speer), Claudette Nevins

## Una partita a scacchi
- Titolo originale: A Game of Chess
- Diretto da: Philip Leacock

### Trama
I piani che fanno parte di un progetto top secret del governo degli Stati Uniti vengono rubati. Un operatore indipendente intende venderli a una nazione del blocco orientale. Ma le due parti non si fidano l'una dell'altra e ciascuna vuole ottenere un possibile vantaggio. Uno scienziato del blocco orientale in visita - che vuole disertare negli Stati Uniti - informa l'ufficio del Bureau che è stato contattato per aiutare a verificare i piani. Ma lo scienziato rimane ferito agli occhi in un incidente di laboratorio prima di poter vedere i piani. Erskine prende il suo posto e va sotto copertura fingendosi cieco. 
- Guest star: George Nader (Alex Rydell), Patrick O'Neal (Howard Raymond), Charlotte Stewart (Helen Sims), Alfred Ryder (Kessler), David Frankham (Sterling Grant), Russ Conway, Lew Palter

## Il mago
- Titolo originale: The Wizard
- Diretto da: Walter Grauman

### Trama
- Guest star: Norman Alden (Norman Frome), Ross Martin (George Barrows), Larry Golden (Jerry Vasgom), Marj Dusay (Linda Desmond), Robert Hogan (Chuck Borden), Peggy McCay (Mrs. Barrows)

## Il solitario
- Titolo originale: The Loner
- Diretto da: Virgil Vogel

### Trama
- Guest star: John Anderson (Bollin), Lane Bradbury (Laura Ann Millpark), David Cass (Darrin Forrest), Les Lannom (Jack Wiley), Billy Green Bush (John Morgan), Laurie Rose (hostess)

## Il canyon senza ritorno
- Titolo originale: Canyon of No Return
- Diretto da: Virgil Vogel

### Trama
- Guest star: Henry Darrow (Al Lozano), Louise Sorel (Linda Gregson), Albert Salmi (Clifton Taggot), Jack Ging (Keene), Frank Converse (Gregson), Mark Allen

## Vacanza sul Pacifico
- Titolo originale: Holiday With Terror
- Diretto da: Carl Barth

### Trama
Un uomo e una donna convincono la figlia di una ricca coppia ad andare in vacanza fuori città. In realtà, la giovane ragazza viene rapita trattenendola per un riscatto di 200.000 dollari. Uno dei rapitori è la figlia della cameriera della ricca coppia. Erskine e Colby si occupano del caso. Gli uomini dell'FBI devono capire dov'è la vittima del rapimento, mentre la mente del crimine non prevede che la vittima viva a lungo. 
- Guest star: Patricia Mattick (Karen Collins), Christopher Stone (Alex VanHuesen), Robert E. Warner (Frank Comingore), Mark Miller (Vern Collins), June Dayton (Lisa Collins), Jeff Donnell (Mrs. Craft), Lynne Marta (Jennie Lee Nelson), Pepe Callahan (manager)

## L'informatore
- Titolo originale: The Jug Marker
- Diretto da: Virgil Vogel

### Trama
- Guest star: Victor Holchak (Bibbs), Tom Troupe (Murzie), Allyn Ann McLerie (Dorothy), Kerry MacLane (Jimmy), William Windom (Elias Devon), Ben Frank (Stark)

## Il carico d'armi
- Titolo originale: The Outcast
- Diretto da: Virgil Vogel

### Trama
Un membro dell'Organizzazione ha supervisionato il dirottamento di un carico di whisky. Ma il lavoro non è andato liscio, in quanto i membri della banda causano il ferimento del conducente. L'FBI è assegnato al caso. 
- Guest star: Michael Callan (John Prentiss), Katherine Justice (Ellen Conway), Val Avery, Richard Evans, John Larch (Jules Harmon), Alex Rocco (Matt Wilnor)

## Un natale di paura
- Titolo originale: Dark Christmas
- Diretto da: Virgil Vogel
- Scritto da: Robert Heverley

### Trama
- Guest star: John Lupton (Richard Ghormley), Tom Pace (Calder), Marianne McAndrew (Marian Ghormley), Sondra Locke (Jean Ann Mason), Don Gordon (Tilden), Eugene Peterson

## Il falso colpevole
- Titolo originale: The Rap Taker
- Diretto da: Virgil Vogel

### Trama
- Guest star: Robert Drivas (Junior), Scott Marlowe (Bob Stern), Stephen McNally (Casey Norton), Brooke Bundy, Milt Kamen, Carol Vogel

## Il tempo degli sciacalli
- Titolo originale: A Gathering Of Sharks
- Diretto da: Earl Bellamy

### Trama
- Guest star: Jill Haworth (Sue Meadows), Quinn Redeker (Dave Robinson), David Hedison (Scott Jordan), Anna Lee, Joe Di Reda, Jessica Walter (Carla Payne)

## I diseredati
- Titolo originale: The Disinherited
- Diretto da: Virgil Vogel

### Trama
Un uomo amareggiato, il cui padre era rimasto paralizzato lavorando per alcune compagnie minerarie, decide di vendicarsi. Decide così di estorcere denaro ai dirigenti minerari, ma in realtà intende ucciderli. Erskine e Colby guidano le indagini dell'FBI. Erskine prende il posto di uno dei dirigenti e si trova faccia a faccia con la sua preda. 
- Guest star: Martin Sheen (Neil Harland), John McLiam (Jess Harland), Abigail Shelton (Audrey Michaels), Heidi Vaughn (Judy Thorpe), Jerry Douglas (Rex Lynn), Dan Tobin (Michaels)

## Viaggio disperato
- Titolo originale: Desperate Journey
- Diretto da: Earl Bellamy

### Trama
Erskine e Colby stanno riportando negli Stati Uniti John Omar Stahl, un latitante tra i dieci più ricercati dall'FBI. Il loro aereo è però costretto a schiantarsi e Stahl scappa. Un Colby ferito rimane con i passeggeri dell'aereo mentre Erskine, nonostante sia lievemente ferito, va alla ricerca di Stahl. Il fuggitivo mette fuori combattimento un ranger e contatta suo fratello, con cui fissa un incontro. Il fratello di Stahl, nel frattempo, ha una relazione con l'ex fidanzata del criminale. Il vicedirettore Arthur Ward, già nella zona di San Francisco, arriva per sovrintendere alla ricerca di Erskine e Stahl. Erskine deve fare i conti con gli elementi e con un killer che non ha nulla da perdere. 
- Guest star: Vic Morrow (John Stahl), Burr deBenning (Dan Stahl), Priscilla Garcia (Eva), Sandra Smith (Rose)

## Doppio gioco
- Titolo originale: The Double Play
- Diretto da: Seymour Robbie

### Trama
Erskine e Colby sono sulle tracce di due uomini, che hanno truffato le loro vittime in diversi stati. Per ogni crimine, la coppia recluta una bella donna, che poi abbandonano prima che questa possa raccogliere la sua parte dei proventi. Ma la loro ultima partner potrebbe essere più di quanto possano gestire.
- Guest star: Erica Hagen (Vanessa Ferelle), Tim McIntire (Mal Ogden), Mariette Hartley (Doe Riley), Biff Elliot, Robert Foxworth (Toby Thompson), Stuart Whitman

## Il regalo di nozze
- Titolo originale: The Wedding Gift
- Diretto da: Arnold Laven

### Trama
Della Marot conduce una doppia vita. In superficie, sembra essere la rispettabile proprietaria di un bar/ristorante a New Orleans. Ma è lei la mente di una serie di rapine in banca ed altri furti. La donna, stanca della vita criminale, vuole ritirarsi per stare con la figlia di 12 anni, che è in collegio. Erskine e Colby indagano su una rapina in banca a Baton Rouge, che li mette su una pista che alla fine porta a Della.
- Guest star: John Ericson (Craig Walden), Dewey Martin (David Kelly), Bill Vint (Eddie Talbert), Penny Fuller (Della Marot) Erin Moran (Cindy Marot)

## La morte addosso
- Titolo originale: The Detonator
- Diretto da: Seymour Robbie

### Trama
- Guest star: Roger Perry (Will Sanders), Richard Jordan (Alex Tanner), Meredith MacRae (Ruth Benson), Tim O'Connor (Albert Dirks)

## L'angelico volto del demonio
- Titolo originale: Sweet Evil
- Diretto da: Philip Leacock

### Trama
Beau Parker, uno dei dieci fuggitivi più ricercati per rapina in banca, e Cass Linden, hanno collaborato per una serie di furti. La coppia fa tappa nella città del Tennessee dove Cass è cresciuta e fa visita alla sorellina Mary Ann. Mary Ann decide di partire con loro. Si scopre che a Mary Ann piace la vita criminale e potrebbe essere più che disposta a uccidere. Erskine e Colby seguono il gruppo attraverso più Stati. Nel frattempo, Beau sta pianificando il suo colpo più importante.
- Guest star: Helen Kleeb (Rose DeBoise), Dabbs Greer (Kelsey Waller), Jo Ann Harris (Mary Ann Linden), Melissa Murphy (Cass Linden), Michael Baseleon (Harper Jay), Robert H. Harris (Nick Dunbar), Andrew Prine (Beau Parker)

## Un mito che crolla
- Titolo originale: Memory of a Legend
- Diretto da: Seymour Robbie
- Scritto da: Calvin Clements, Jr.

### Trama
- Guest star: Gwynne Gilford (Vera Benderson), Brett Somers (Mary), Joshua Bryant (Carney), Lawrence Dane (Lorne Staley), Geoffrey Deuel (Bob Benderson), Pat Hingle (Gus Benderson)

## La notte dei lunghi coltelli
- Titolo originale: Night of the Long Knives00

### Trama
Per scoprire e fermare una faida in corso all'interno di una organizzazione criminale, Erskine si finge un organizzatore di catering per matrimoni. 
- Guest star: Edward Colmans (Counselor), Cal Bellini (Sessions), Alex Cord (Haynes), Carmen Argenziano (Ligot), Ayn Ruymen (Lorrie), Frank DeKova (Faber)

## La partita di Loper
- Titolo originale: The Loper Gambit

### Trama
Il figlio di un ricco imprenditore del sud della Florida fa amicizia con persone che, in realtà, intendono rapirlo. Erskine e Colby supervisionano le indagini dell'FBI. Le cose si complicano quando, durante una richiesta di riscatto, un motociclista vede il denaro e lo prende. Il motociclista non è coinvolto nel rapimento e viene arrestato dall'FBI. Ora i rapitori sono in guardia più che mai.
- Guest star: Tom Lowell (Tice), Larry Gates (Matthews), Robert F. Lyons (Ronald Loper), Leslie Charleson (Ginny Wyatt)